# Francesc I d'Este
Francesc I d'Este o Francesc I de Mòdena (Mòdena, Ducat de Mòdena 1610 - Santhià, Ducat de Savoia 1658) fou un membre de la Casa d'Este que va esdevenir duc de Mòdena entre 1629 i 1658.

## Orígens familiars
Va néixer el 6 de setembre de 1610 a la ciutat de Mòdena, capital del ducat del mateix nom, sent el segon fill del duc Alfons III d'Este i Elisabet de Savoia. Fou net per línia paterna del duc Cèsar I d'Este i Virgínia de Mèdici, i per línia materna del duc Carles Manuel I de Savoia i Caterina Micaela d'Espanya.
Fou germà de Margarida d'Este, casada amb Ferran III Gonzaga, i d'Anna Beatriu d'Este, casada amb Alexandre II Pico della Mirandola.

## Ascens al poder
El 1629 el seu pare abdicà del seu títol de duc de Mòdena per esdevenir membre de l'Orde dels Caputxins després de la mort de la seva esposa, convertint-se Francesc I en l'hereu de les seves possessions.
A l'inici del seu regnat va haver de fer front a l'epidèmia de pesta que assolà el ducat. Després de l'esclat de la Guerra dels Trenta Anys s'alià amb el Regne d'Espanya i ocupà el Ducat de Parma en nom del rei espanyol. Quan viatjà fins a Espanya per rebre el pagament de la seva ajuda tan sols va rebre la ciutat de Correggio d'un pagament inicial de 23.0000 florins.
Durant la Guerra de Castro s'alià amb la República de Venècia, el Ducat de Parma i el Gran Ducat de Toscana contra el papa Urbà VIII amb la finalitat de reconquerir el territori del Ducat de Ferrara. La guerra va acabar el 31 de març de 1644 sense cap mena de guany per a Mòdena. Aliat posterior del Cardenal Mazzarino intentà, en va, conquerir Cremona però en veure que la Guerra dels Trenta Anys es decantava a fovar d'Espanya Francesc I es tornà a alià amb aquesta potència. Finalment, però, retornà a la seva amb França, concertant el casament del seu fill i hereu Alfons amb Laura Martinozzi, neboda del Cardenal Mazzarino, i conquerint Alessandria i Valenza entre 1656 i 1657. Posteriorment el 1658 conquerí Mortara, afectat de malària morí el 14 d'octubre d'aquell any a Santhià, població situada en aquells moments al Ducat de Savoia i que avui en dia forma part de la província de Vercelli.

## Núpcies i descendents
Es casà l'11 de gener de 1631 amb Maria Caterina Farnese, filla de Ranuccio I de Parma i Margarida Aldobrandini. D'aquesta unió nasqueren:
- Alfons d'Este (1632)
- Alfons IV d'Este (1634-1662), duc de Mòdena, casat amb Laura Martinozzi.
- Aimeric d'Este (1641-1660)
- Isabel d'Este (1635-1666), casada el 1664 amb Ranuccio II de Parma
- Elionor d'Este (1639-1640)
- Elionor d'Este (1643-1722), religiosa
- Maria d'Este (1644-1684), casada el 1668 amb Ranuccio II de Parma

Després de la mort de la seva primera esposa es casà, en segones núpcies, el 12 de febrer de 1648 amb Victòria Farnese d'Este, germana de l'anterior. D'aquesta unió nasqué:
- Victòria d'Este (1649-1656)

Es casà, en terceres núpcies, el 14 d'octubre de 1654 amb Lucrècia Barberini (1630-1699), filla de Taddeo Barberini (1603-1647) i d'Anna Colonna de Pagliano (1605-1658). D'aquesta unió nasqué:
- Reinaldo III d'Este (1655-1737), cardenal i duc de Mòdena, casat amb Carlota Felicitat de Brunsvic-Lüneburg.